# He Wasn’t
«He Wasn’t» — четвёртый сингл со второго альбома Аврил Лавин Under My Skin. Не был выпущен в США, но вышел в Великобритании. Песня была написана Аврил Лавин и Шанталь Кревиазок.
По данным Allmusic, песня «He Wasn’t» (наряду с My Happy Ending) попала в список наиболее значимых пост-гранжевых песен за все время.

## Список композиций
Австралийское издание
(82876690742; Released April 8, 2005)
1. «He Wasn’t» (Album version)
2. «He Wasn’t» (Live full band performance)
3. «He Wasn’t» (Live and acoustic)
4. «He Wasn’t» (Music video)

Британское и мексиканское издание
1. «He Wasn’t» (Album version)
2. «He Wasn’t» (Live version)
3. «He Wasn’t» (Music video)
4. Plus exclusive video diary and other stuff.

Французское издание
1. «He Wasn’t» (Album version)
2. «He Wasn’t» (Live version)

Британское промо / Австралийское промо
1. He Wasn’t (Album version)

## Позиции в чартах
| Чарт (2005)                     | Позиция |
| ------------------------------- | ------- |
| Australian ARIA Singles Chart   | 25      |
| Ö3 Austria Top 40               | 35      |
| Belgian Ultratip (under 50)     | 2       |
| Canadian BDS Airplay Chart      | 92      |
| European Hot 100 Singles        | 68      |
| Irish Singles Chart             | 35      |
| German Top 100 Singles Chart    | 29      |
| New Zealand RIANZ Singles Chart | 38      |
| Russian Airplay Top 100         | 260     |
| Swiss Top 100 Singles Chart     | 43      |
| UK Singles Chart                | 23      |

## Награды и номинации
| Год  | Церемония              | Награда                    | Результат    |
| ---- | ---------------------- | -------------------------- | ------------ |
| 2005 | MTV Video Music Brasil | Лучшее международное видео | Номинирована |